# Чоловікогубство
Чоловікогубство або маритицид (від лат. maritus «чоловік» + -cide, від caedere «різати, убивати») — буквально означає вбивство власного чоловіка. Воно може стосуватися самої дії або особи, яка її виконує. Його також можна використовувати в контексті вбивства власного партнера-хлопця. У сучасній термінології загального права він використовується як гендерно-нейтральний термін для вбивства власного чоловіка або другої половинки будь-якої статі. Вбивство дружини або подруги називається дружиногубством.

## Поширеність
За даними Центру з контролю та профілактики захворювань, маритицид становить 30 % від загальної кількості вбивств подружжя в Сполучених Штатах, не враховуючи вбивства через довіру, вчинені від імені дружини. Дані ФБР із середини 1970-х до середини 1980-х років показали, що на кожні 100 чоловіків, які вбили своїх дружин у Сполучених Штатах, приблизно 75 жінок вбили своїх чоловіків, що вказує на співвідношення 3:4 убивства чоловіка та дружиногубства.

## Англійське загальне право
За англійським загальним правом до 1828 року це була дрібна державна зрада, і до внесення змін до Закону про державну зраду 1790 року покарання полягало в удушенні та спаленні на вогнищі.

## Відомі випадки

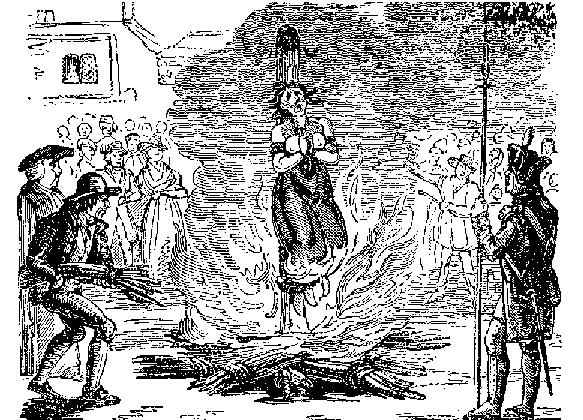
Енн Вільямс спалили на вогнищі за вбивство чоловіка в Глостері, 1753 рік

### Історичні
- Близько 246 року до н. е. Лаодіка I нібито отруїла свого чоловіка Антіоха II Теоса з династії Селевкідів.
- Лівілла разом зі своїм коханцем Сеяном, ймовірно, отруїла свого чоловіка Друза Молодшого.
- Римський імператор Клавдій був нібито отруєний своєю дружиною Агріппіною Молодшою, щоб забезпечити престол своєму синові Нерону.
- Жанна Кінкейд (1579-1600) - шотландська жінка, засуджена за вбивство. Її молодість і краса оспівані в численних популярних баладах, які можна знайти у збірках Джеймісона, Кінлоха та Б'юкена[4].
- Мері Хобрі (1688), обезголовила свого чоловіка-кривдника в Лондоні[5].
- Мері Ченнінг (1706), жінка з Дорсета, яка отруїла свого чоловіка, щоб бути з коханцем.
- Чорні вдови Ліверпуля, Кетрін Фланніган (1829-1884) і Маргарет Хіггінс (1843-1884) - шотландські сестри, які були повішені у в'язниці Кіркдейл у Ліверпулі за вбивство Томаса Гіггінса, чоловіка Маргарет.
- Ребекка Копін (1796-1881) намагалася вбити свого чоловіка у Вірджинії, підсипавши йому в каву миш'як. Хоча присяжні погодилися з тим, що вона вчинила спробу вбивства у 1835 році, вони не дали її чоловікові розлучення.
- Флоренс Мейбрік (1862-1941) провела чотирнадцять років у в'язниці в Англії після того, як була засуджена за вбивство свого значно старшого чоловіка Джеймса Мейбріка в 1889 році.
- Тіллі Клімек стверджувала, що має екстрасенсорні здібності, передбачаючи смерть своїх чоловіків у Чикаго, але після спроби вбивства її п'ятого чоловіка було доведено, що вона труїла їх миш'яком.
- Едіт Томпсон і Фредерік Байуотерс були страчені в 1923 році за вбивство чоловіка Томпсон, Персі, в Лондоні.
- Енні Волш стала останньою жінкою, страченою в Ірландії в 1925 році за вбивство свого чоловіка.
- 1989 року Бетті Бродерік застрелила свого колишнього чоловіка Деніела і його нову дружину Лінду, коли вони спали в своєму будинку в США.
- 1991 року Гізер Осланд накачала сина наркотиками і змусила його вбити свого чоловіка, створивши тестовий випадок для захисту синдрому побитої жінки в Австралії[6].
- Кетрін Найт (1955 р.н.) вбила свого фактичного чоловіка в жовтні 2001 року в Австралії, завдавши йому ножових поранень, потім здерла з нього шкіру і намагалася згодувати шматки його тіла своїм дітям[7]. Вона була засуджена до довічного ув'язнення без права на дострокове звільнення: її апеляція на цей вирок як занадто суворий була відхилена[8].
- 1968 року в Шотландії за вбивство свого чоловіка Максвелла Гарві була засуджена Шейла Гарві.
- 1983 року в США музикант Фелікс Паппаларді був застрелений своєю дружиною Гейл Коллінз Паппаларді.
- 1991 року Памела Смарт віддала свого чоловіка на розправу студенту в Нью-Гемпширі. Хоча вбивство скоїв студент, суд постановив, що Смарт винна у вбивстві через її вплив на молодого чоловіка і переконливу манеру переконувати його здійснити цей акт.
- 1998 року в Лос-Анджелесі артист Філ Гартман був убитий своєю дружиною Брінн Гартман, яка потім наклала на себе руки.
- 1999 року Селеста Бірд була вбита коханцем свого чоловіка Стівена.
- 2000 року Деніз Вільямс змовилася зі своїм коханцем Брайаном Вінчестером вбити свого чоловіка Майка Вільямса. Вона отримала страхову виплату у розмірі 2 мільйонів доларів, яку Вінчестер оформив для пари, а згодом вийшла за нього заміж. Через кілька років після розлучення Вінчестер, після арешту після інциденту, коли він прокрався в її машину і тримав її під дулом пістолета, розповів поліції, де було закопано тіло; ця інформація призвела до засудження Вільямса 2018 року.
- 2002 року Девід Лінн Гарріс був кілька разів збитий машиною. За кермом була його дружина Клара.
- 2003 року в Техасі Сьюзан Райт прив'язала свого чоловіка Джеффа до ліжка і завдала йому кілька ударів двома різними ножами.
- 2004 року Джаміла М'Барек заплатила своєму братові за вбивство свого чоловіка Ентоні Ешлі-Купера, 10-го графа Шафтсбері.
- 2004 року Мелані Макгуайр вбила свого чоловіка Вільяма, а потім поглумилася над його тілом.
- 2006 року в штаті ТеннессіМері Вінклер (1973 р.н.) була засуджена за добровільне ненавмисне вбивство свого чоловіка Метью Вінклера (1974-2006), священика.
- Тревіс Александер (1977-2008) був американським продавцем, якого вбила його колишня дівчина, Джоді Енн Аріас (1980 р.н.), у своєму будинку в місті Меса, штат Арізона. Аріас була визнана винною у вбивстві першого ступеня в 2013 році і засуджена до довічного ув'язнення без права на дострокове звільнення в 2015 році.
- 2008 року чилійська архітекторка Марія дель Пілар Перес найняла кілера для вбивства свого чоловіка та ще двох людей. Вона була засуджена до довічного ув'язнення.
- 2009 року Дейл Гаррелл був убитий своєю дружиною Маріссою-Сюзанною ДеВолт в Арізоні. Вона була засуджена до довічного ув'язнення.
- 2018 року Деніел Брофі був убитий своєю дружиною Ненсі Крамптон-Брофі в Портленді, штат Орегон; пізніше вона була засуджена до довічного ув'язнення.

### Міфологічний
У грецькій міфології
- Клітемнестра вбиває свого чоловіка Агамемнона як акт помсти за принесення в жертву їхньої дочки Іфігенії та щоб утримати владу після його повернення з Трої. В «Орестеї» Есхіла Ерінії вважають матовбивство Ореста більшим злочином, ніж маревбивство Клітемнестри, оскільки вбивство подружжя не проливає родинної крові, але протилежну точку зору підтримує Афіна Есхіла.
- Данаїди були 50 сестрами, які були змушені вийти заміж. Усі, крім одного, вбили своїх чоловіків у шлюбну ніч.